# Viaduc de la Hasée
Le viaduc de la Hasée, également connu sous le nom de viaduc du Chien noir, a été construit par Louis Harel de la Noë pour les chemins de fer des Côtes-du-Nord. Situé à Binic, il fut utilisé par la ligne de Saint-Brieuc à Plouha. Il est suivi à quelques dizaines de mètres par le viaduc de Beaufeuillage.

## Caractéristiques
Ses caractéristiques principales sont : 
- 11 arches
- Longueur totale : 94,4 m
- Hauteur : 15,4 m